# Euploea tisiphone
Euploea tisiphone är en fjärilsart som beskrevs av Butler 1866. Euploea tisiphone ingår i släktet Euploea och familjen praktfjärilar. Inga underarter finns listade i Catalogue of Life.